# Jonathan Motzfeldt
Jonathan Motzfeldt (Qassimiut, 25 de septiembre de 1938 - Qaqortoq; 28 de octubre de 2010) fue un político groenlandés. Fue líder del partido Siumut y primer ministro de Groenlandia tras las Elecciones Parlamentarias de 1979 de Groenlandia.

## Biografía
Después de matricularse de maestro en  Ilinniarfissuaq (Universidad de Groenlandia) en Nuuk en 1960, estudió teología en  Copenhague hasta 1966, posteriormente trabajando como pastor en Qaqortoq, Groenlandia hasta 1979.
A mediados de la década de 1950, Jonathan Motzfeldt comenzó su batalla por la autonomía de Groenlandia con un grupo de activistas jóvenes inuits.
En 1977 fue elegido presidente del partido Siumut y se desempeñó como presidente del Parlamento de Groenlandia a partir de 1979 a 1988, en 1997 y entre 2003 y 2008.